# Andrzej Poniedzielski
Andrzej Poniedzielski, né le 4 juillet 1954 à Iwaniska (arrondissement d'Opatów), est un poète, auteur-compositeur-interprète, satiriste, humoriste, guitariste, scénariste, metteur en scène, artiste de cabaret polonais, acteur au théâtre Ateneum de Varsovie. Il est membre de la ZPAV (Union des producteurs audio et vidéo de Pologne) et lauréat en 2011 du prix Mistrz Mowy Polskiej (pl) (champion de la langue polonaise).

## Biographie
Après une scolarité au lycée technique  de  Kielce (1974), il obtient en 1980 un diplôme d'ingénieur à l'École polytechnique de Kielce (pl) dans le domaine de l'automatisation industrielle. Parallèlement à ses études, il multiplie les activités scéniques, s'engageant dans les clubs estudiantins comme « Klub pod Krechą » et prenant part à des festivals comme en 1977 la Ogólnopolska Turystyczna Giełda Piosenki Studenckiej (pl) (Bourse nationale des chansons étudiantes) créée en dehors des circuits contrôlés par l'État et le parti au pouvoir.
Son premier disque commercial LP sort en 1987 sous le titre Elżbieta Adamiak & Andrzej Poniedzielski - Live (pl), sous le label Pronit (en). Il sera réédité en CD en 2007.
C'est le début d'une œuvre de plus de 400 poèmes et textes de chanson, dont une vingtaine pour Elżbieta Adamiak (pl), son épouse depuis 1980, et pour de nombreux autres interprètes comme Edyta Geppert, Anna Maria Jopek, Seweryn Krajewski (pl), Maryla Rodowicz, Lora Szafran (pl), Anna Treter (pl), Grzegorz Turnau et Tadeusz Woźniak (pl). Il écrit des paroles notamment sur des musiques d'Elżbieta Adamiak (pl), Seweryn Krajewski, Włodzimierz Nahorny (pl), Janusz Strobel (pl), Jerzy Satanowski (pl).
Après une tentative avortée dans les années 1990 en tant que chef d'entreprise, il revient à la scène en créant à Łódź en 1995, avec la participation déterminante de sa femme, le cabaret littéraire Łódzka Piwnica Artystyczna „Przechowalnia” (pl). C'est le seul ce type en Pologne à l'époque, outre le fameux Piwnica pod Baranami (en) ouvert à Cracovie en 1956. En 1999, Andrzej Poniedzielski associe aux spectacles de Przechowalnia Artur Andrus (en), ce qui enrichit la qualité des brillants dialogues improvisés sur la base des personnalités scéniques complémentaires des deux artistes  (des extraits sont publiés sur quatre CD de compilation).
En 1999, les éditions « Twój Styl » publient un recueil de poèmes et de textes d'Andrzej Poniedzielski dans la collection « Bibliothèque des Bardes », avec des illustrations de son fils Michał.
Il travaille pour le théâtre : sur la musique de Tadeusz Woźniak, il écrit des chansons pour des spectacles tels que Jacques le Fataliste et son maître , Quatre mousquetaires dans le monde des ordinateurs au Théâtre Polski de Bydgoszcz (pl) ou Cendrillon de Brzechwa (au Théâtre dramatique de Białystok (pl) et au Théâtre Horzyca de Toruń (pl)). En 2002, au Teatr Powszechny de Łódź (pl), il crée le spectacle 12 heures de la vie d'une femme avec des chansons de Wojciech Młynarski et Jerzy Derfel (pl) de l'album du même titre 12 godzin z życia kobiety, et en 2005 au Théâtre dramatique de Białystok Les Quatre couples de l'année - Casting (Cztery pary roku – Casting).
En 2006, avec Magda Umer (en) et Wojciech Borkowski (pl), il crée le spectacle « parathéâtral » Chlip-Hop – czyli nasza mglista laptop–lista, également publiée sur DVD et CD, l'atmosphère de ce spectacle et l'ambiance des dialogues sont aussi sur un blog populaire, avant d'être publié sous forme de livre.
Avec Adam Opatowicz au Théâtre Polski de Szczecin (pl), il crée les spectacles : Piosennik (2004) et Stacyjka Zdrój (2007). En février 2007, il écrit le scénario et met en scène avec Adam Opatowicz la pièce Album rodzinny basée sur des chansons et des textes de Jan Kaczmarek (pl).

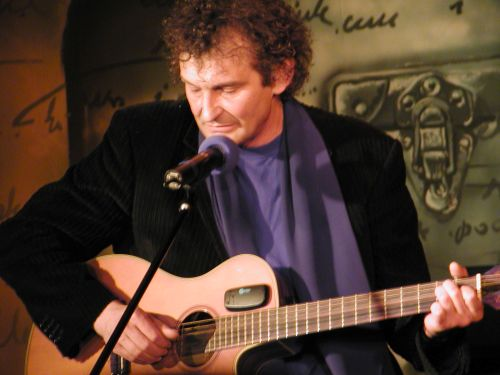
Andrzej Poniedzielski à la « Przechowalnia »

Présenté le 4 juillet 2002, dans le cadre du festival Śpiewajmy Poezję (pl), son premier album solo 13 chansons de danse facile reçoit une nomination pour les prix Fryderyk dans la catégorie « chanson poétique ».
Depuis 2001, il écrit régulièrement des chroniques pour le mensuel culturel Kaléidoscope, et d'avril 2003 à 2009, il écrit Colonnes avec un poème pour le mensuel Zwierciadło. Avec Artur Andrus, il écrit des dialogues et joue un rôle dans les épisodes 1-11 de la série Sprawa na dziś (pl) (2003). Dans le film Zamknięci w celuloidzie (pl) (2007) réalisé par Władysław Sikora (pl), il joue son propre rôle.
Il est co-auteur de nombreuses performances scéniques (scénario, mise en scène, direction), dont Le Grand Gala du 80e anniversaire de la radio polonaise, le concert Un autre monde, Monsieur Chopin, le gala du Sceptre d'or de la Fondation de la culture polonaise pour Janusz Gajos et Wojciech Młynarski, le concert jubilé de Seweryn Krajewski à Opole.
En mars 2007, Andrzej Poniedzielski, acceptant la proposition de Gustaw Holoubek, prend la direction littéraire de la Scena na dole au Théâtre Ateneum de Varsovie.
Le 19 novembre 2011, le concert Wywar z przywar se tient dans le cadre du Festival de Korowód organisé par la Fondation Piosenkarnia d'Anna Treter. Le titre provient de la chanson chantée par l'organisateur de cet événement, avec comme autres interprètes Elżbieta Adamiak, Katarzyna Poniedzielska (leur propre fille), Basia Gąsienica Giewont (pl), Edyta Geppert, Anna Treter (pl), Kuba Blokesz (pl), Przemysław Branny (pl), Grzegorz Turnau, ainsi que Andrzej Poniedzielski et Artur Andrus.
Le 24 avril 2012, l'album Chyba już można.. (Je pense qu'on peut, maintenant...), enregistrement d'un concert qui a eu lieu au Petit Théâtre de Łódź (pl), comporte outre des paroles d'Andrzej Poniedzielski, un enregistrement de la chanson avec une traduction libre de la chanson à succès intitulée Dance me to the end of love de Leonard Cohen.
Un an plus tard, Poniedzielski sort un deuxième album studio intitulé SzlafRock & Roll dans lequel l'auteur interprète des chansons écrites pour de nombreuses artistes, dont Maryla Rodowicz, Edyta Geppert, Anna Treter.
En 2014, le programme du jubilé à l'occasion de son 60e anniversaire Monday-Day, or Sing, Spring & Drink au Théâtre Ateneum de Varsovie, présente les meilleures chansons de toute sa carrière, qui font l'objet d'un album Live sorti en 2015.
En octobre 2016, l'édition la plus complète des poèmes et chansons d'Andrzej Poniedzielski intitulée Dla duszy, gram est publiée par la maison d'édition Prószyński i S-ka (pl).
En coopération avec Sylwia Różycka (pl) il sort en 2017 l'album Melo Nie Dramat.